# Xã Northwest, Quận Orange, Indiana
Xã Northwest (tiếng Anh: Northwest Township) là một xã thuộc quận Orange, tiểu bang Indiana, Hoa Kỳ. Năm 2010, dân số của xã này là 375 người.